# Église Saint-Martin d'Envalls
Pour les articles homonymes, voir église Saint-Martin.
L'église Saint-Martin d'Envalls est une église romane désaffectée située à Angoustrine-Villeneuve-des-Escaldes, dans le département français des Pyrénées-Orientales. Elle est inscrite au titre des monuments historiques depuis 1996.

## Histoire
L'église est construite à la fin du XIIe siècle. Elle est inscrite monument historique par arrêté du 28 mars 1996.

## Architecture
Saint-Martin d'Envalls possède un plan caractéristique des églises construites à son époque : une nef unique prolongée d'une abside. Sa façade est surmontée d'un clocher-mur.

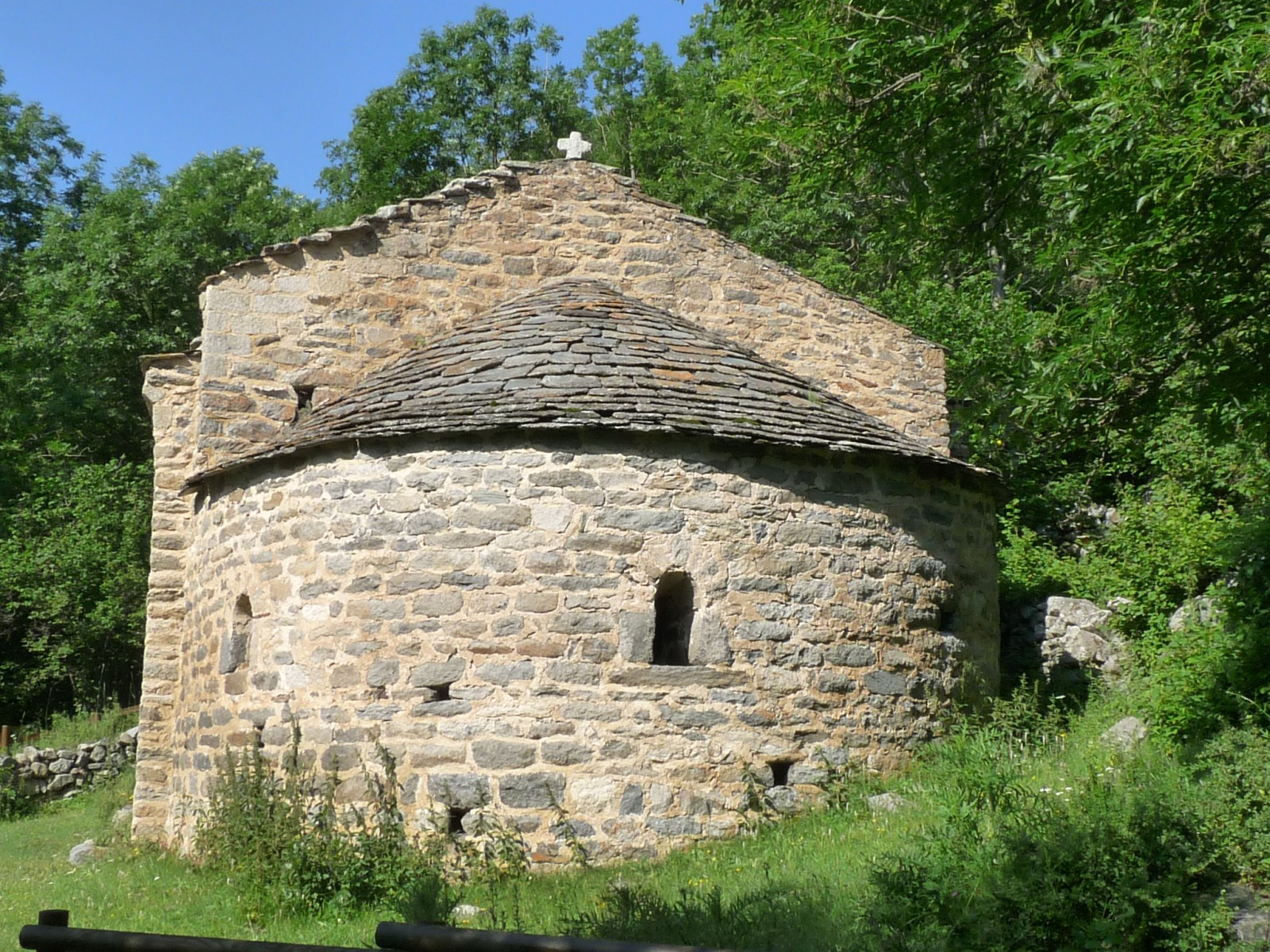
Le chevet
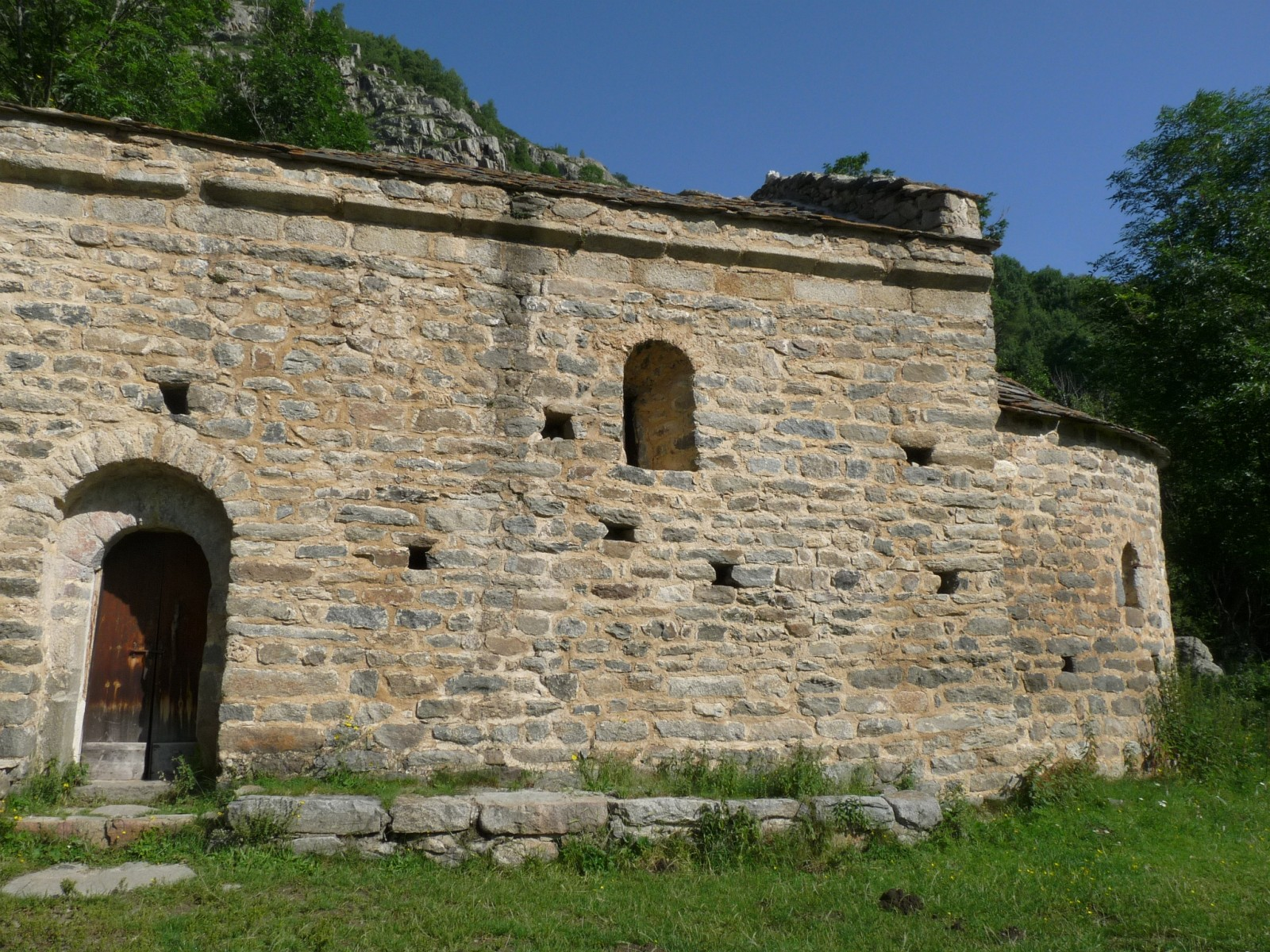
La façade sud et l'entrée
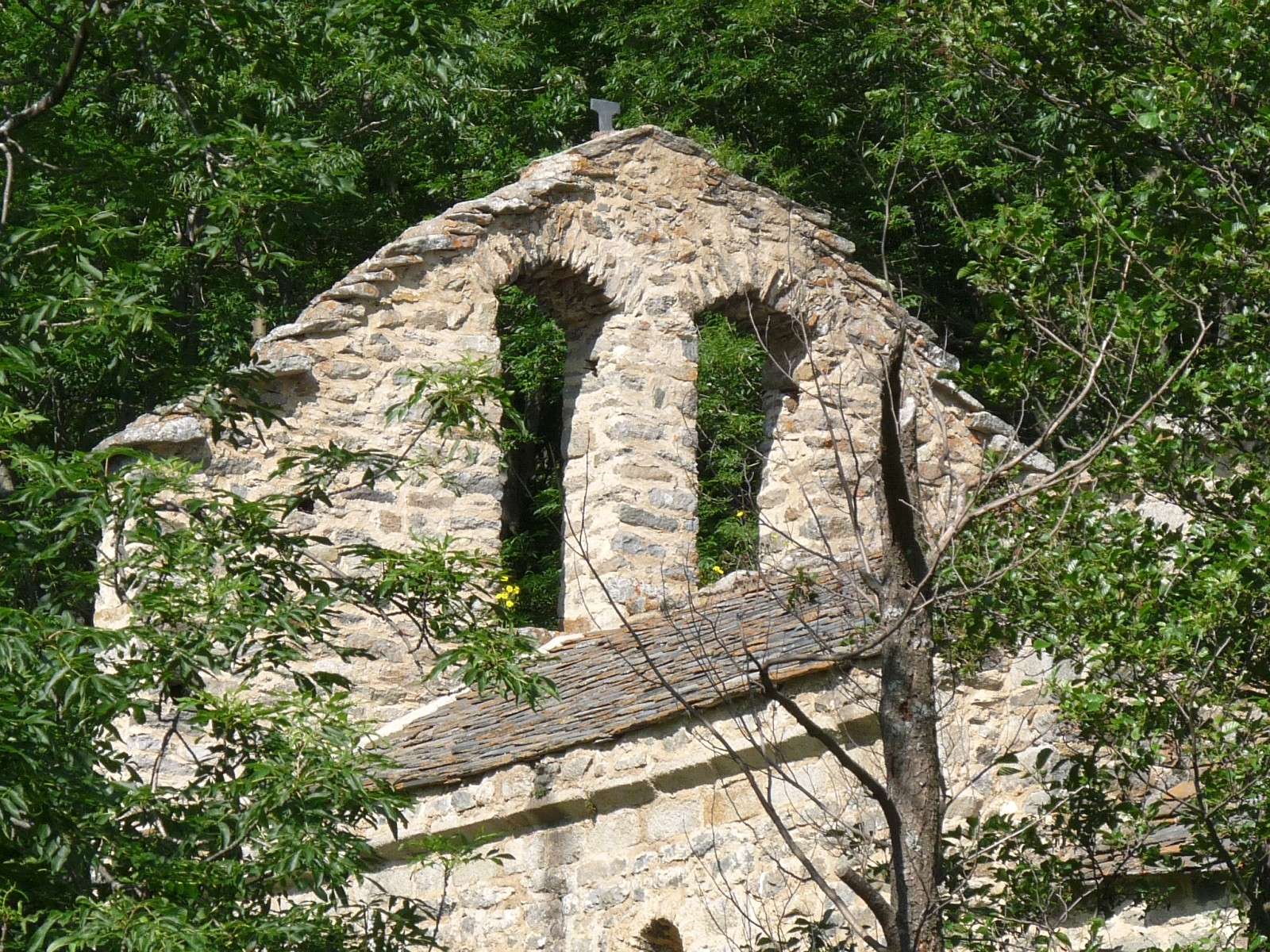
Le clocher-mur
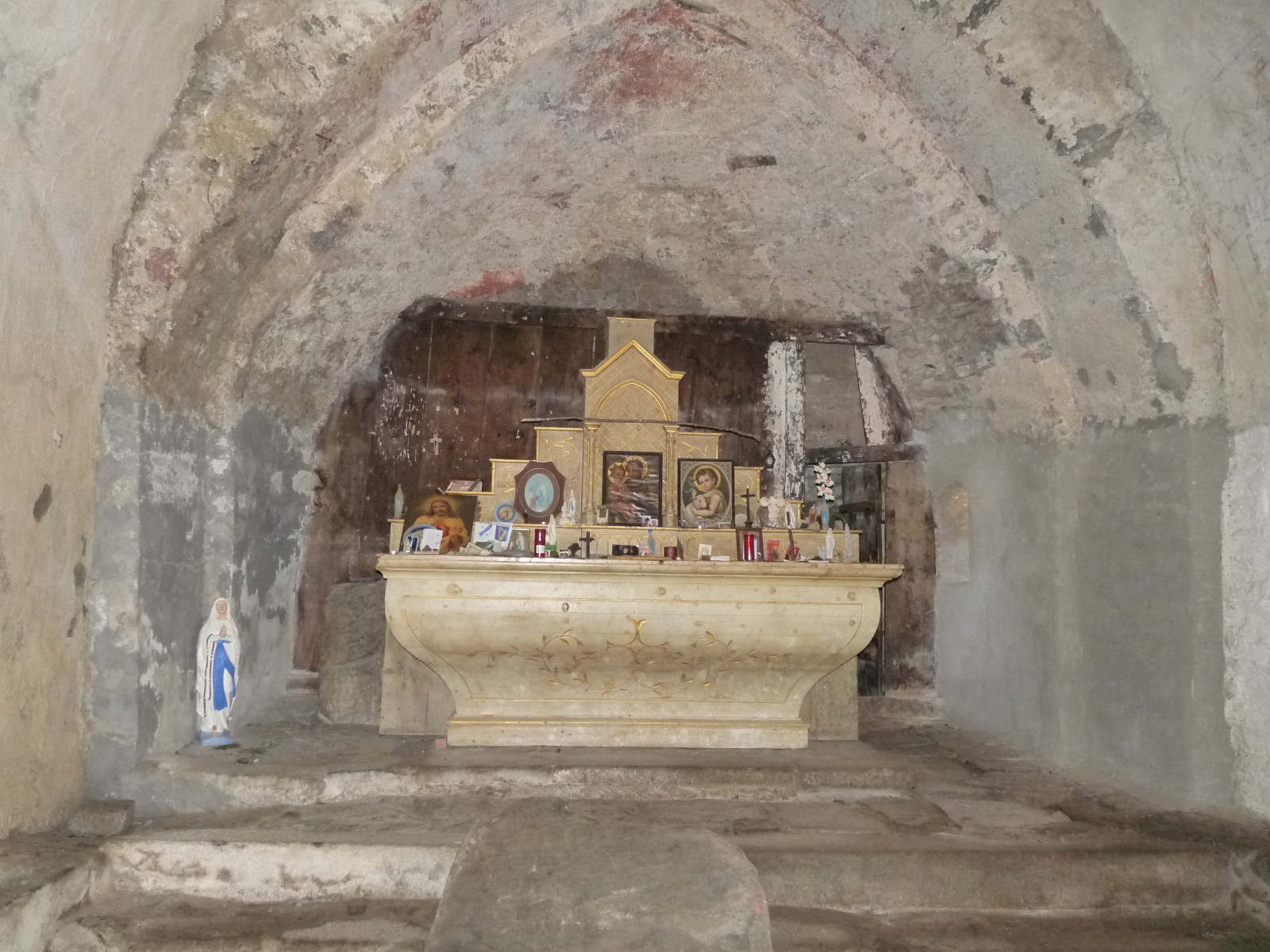
La nef et l'autel
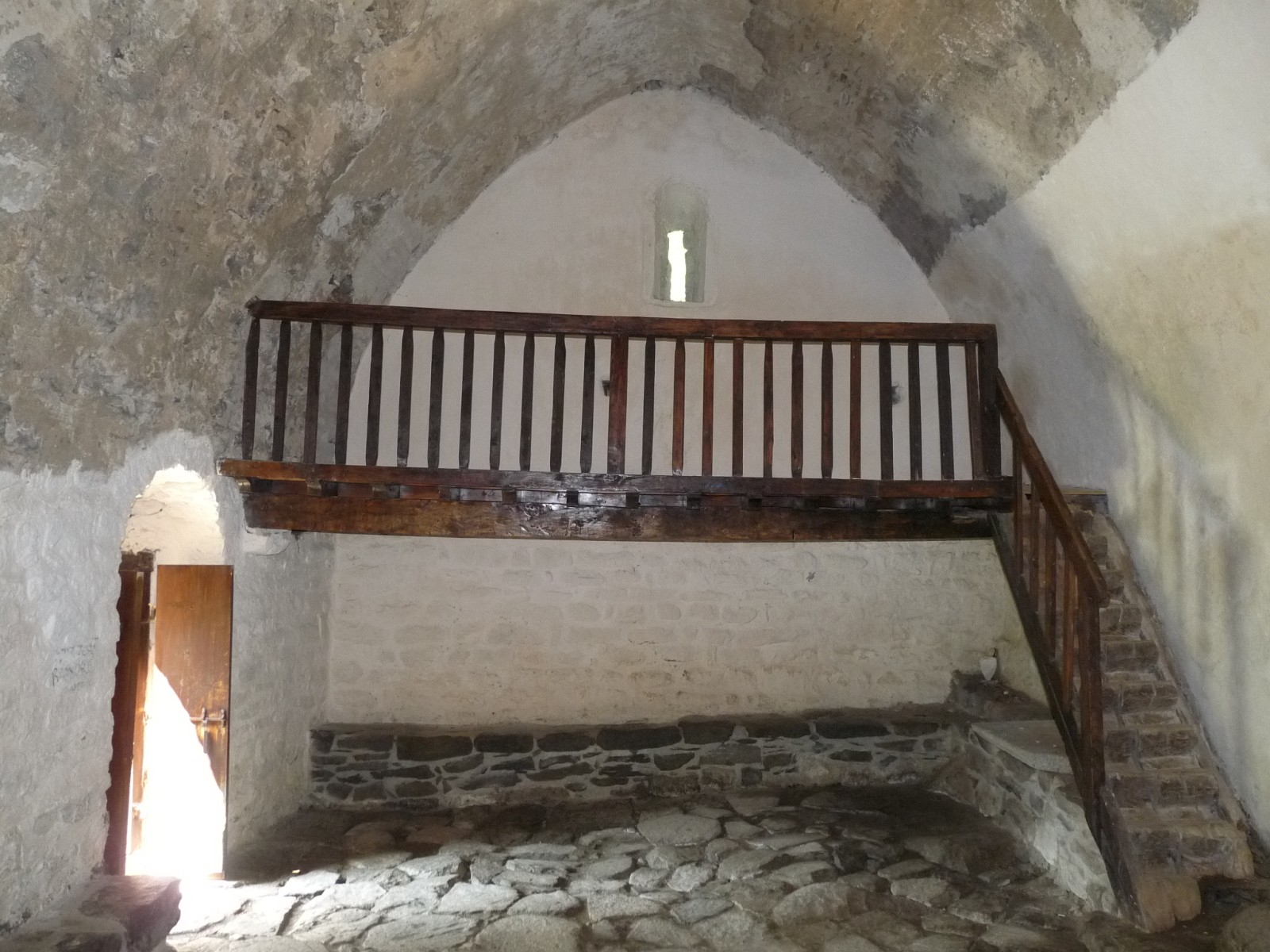
La tribune
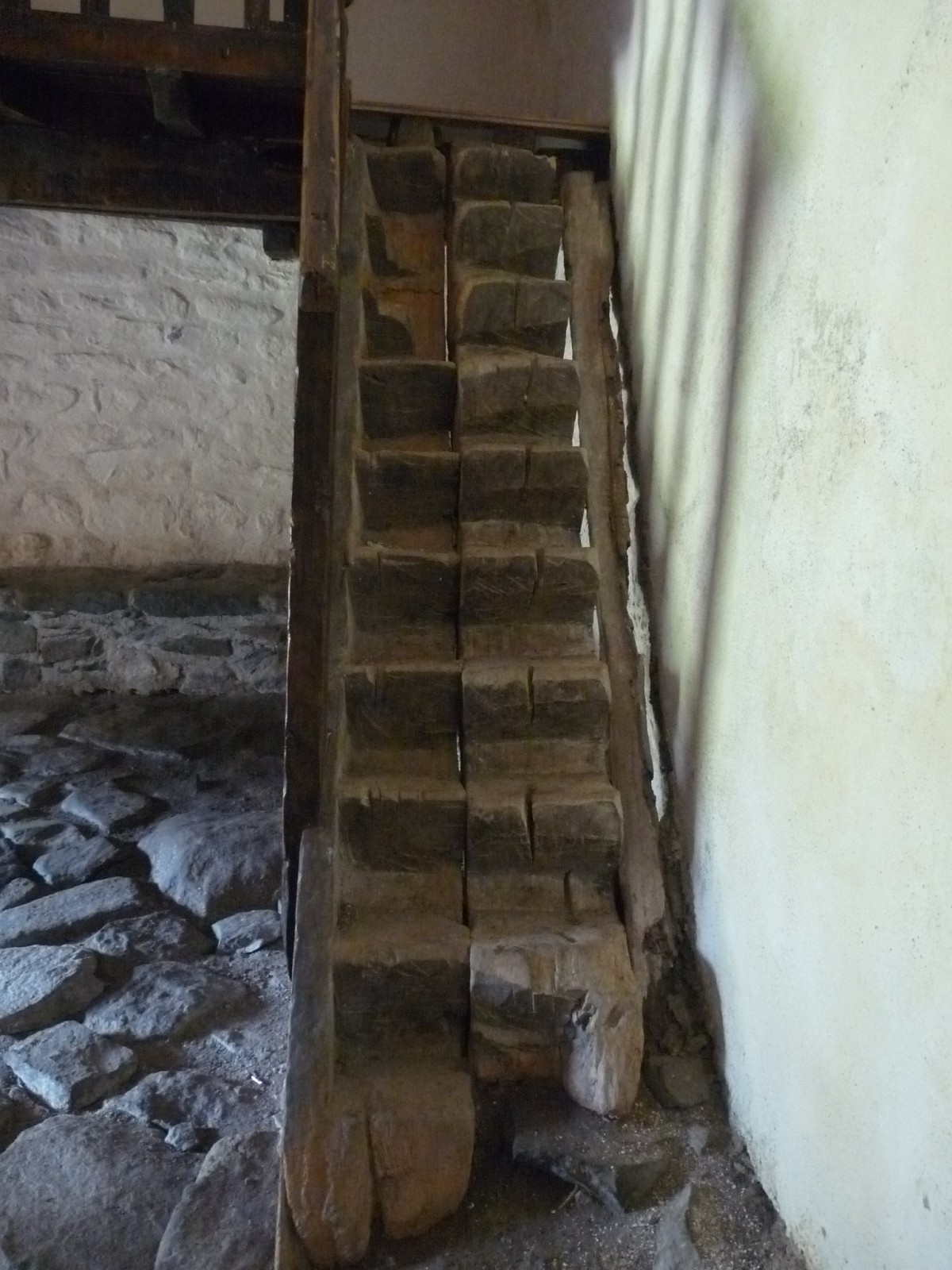
L'escalier en bois

## Mobilier
L'église abritait jusqu'en 1975 une statuette de Vierge à l'Enfant en bois polychrome du XIIIe siècle.